# Associazione Sportiva Siracusa 1937-1938
Questa voce raccoglie le informazioni riguardanti l'Associazione Sportiva Siracusa nelle competizioni ufficiali della stagione 1937-1938.

## Rosa
| N. |                   | Ruolo | Calciatore         |
| -- | ----------------- | ----- | ------------------ |
|    | Italia (bandiera) |       | Pasquale Abela     |
|    | Italia (bandiera) | C     | Umberto Ambrogio   |
|    | Italia (bandiera) | D     | Francesco Barcio   |
|    | Italia (bandiera) | P     | Vittorio Bearzi    |
|    | Italia (bandiera) | C     | Giuseppe Calò      |
|    | Italia (bandiera) | C     | Pietro Cancellieri |
|    | Italia (bandiera) | A     | Vittorio Coccolo   |
|    | Italia (bandiera) | C     | Marcello Gallitto  |

| N. |                   | Ruolo | Calciatore         |
| -- | ----------------- | ----- | ------------------ |
|    | Italia (bandiera) |       | Pasquale Garofalo  |
|    | Italia (bandiera) | C     | Antonio Martinolli |
|    | Italia (bandiera) | A     | Sergio Peresson    |
|    | Italia (bandiera) | D     | Oronzo Pugliese    |
|    | Italia (bandiera) | C     | Sergio Russinov    |
|    | Italia (bandiera) | A     | Alvise Spanghero   |
|    | Italia (bandiera) | D     | Augusto Toso       |